# Cantón de La Trimouille
El cantón de La Trimouille era una división administrativa francesa, que estaba situada en el departamento de Vienne y la región de Poitou-Charentes.

## Composición
El cantón estaba formado por ocho comunas:
- Brigueil-le-Chantre
- Coulonges
- Haims
- Journet
- La Trimouille
- Liglet
- Saint-Léomer
- Thollet

## Supresión del cantón de La Trimouille
En aplicación del Decreto nº 2014-264 de 27 de febrero de 2014, el cantón de La Trimouille fue suprimido el 22 de marzo de 2015 y sus 8 comunas pasaron a formar parte del nuevo cantón de Montmorillon.